# Guerra alegre
Guerra alegre (título original en alemán, Der lustige Krieg) es una opereta en tres actos con música de Johann Strauss (hijo) y libreto en alemán de F. Zell y Richard Genée. Fue estrenada el 25 de noviembre de 1881 en el Theater an der Wien de Viena. Su texto dramático se basa en el libreto que Mélesville escribió para la ópera cómica Les Dames capitaines (1857, música de Henry Reber).
La obra fue adaptada libremente al castellano por Juan Manuel Casademunt y Joaquín Henrich con arreglos musicales del maestro Mariano Taberner. Esta versión se dio a conocer bajo el título de Guerra alegre en el Teatro Ribas de Barcelona en 1885.

## Repartos de los estrenos
| Personajes (versión original / adaptación española) | Tesitura (versión original) | Estreno absoluto (Viena, 25-XI-1881) | Estreno español (Barcelona, 21-IX-1885) |
| --------------------------------------------------- | --------------------------- | ------------------------------------ | --------------------------------------- |
| Violetta / Violeta                                  | soprano                     | Caroline Finaly                      | Consuelo Montañés                       |
| Else Groot / Elsa                                   | soubrette                   | Rosa Streitmann                      | Cecilia Delgado                         |
| Artemisia / Artemisia                               | contralto                   | Therese Schäfer                      | Viala Maestú                            |
| Umberto Spinola / Humberto                          | tenor                       | Ferdinand Schütz                     | Jaime Ripoll                            |
| Marchese Sebastiano / Marqués                       | tenor                       | Alexander Girardi                    | Miguel Tormo                            |
| Balthasar Groot / Baltasar                          | barítono                    | Felix Schweighofer                   | Ramón Hidalgo                           |
| Carlo Spinzi / Carlos                               | bajo                        | …                                    | M. Emilio Tormo                         |
| Riccardo Durazzo / Ricardo                          | barítono                    | Ferdinand Schütz                     | Francisco Mora                          |
| Pamfilio / Podestá                                  | barítono                    | …                                    | N. Borroel                              |
| Dame 1 / Dama 1ª                                    | soprano                     | …                                    | Srta. Sanz                              |
| Dame 2 / Dama 2ª                                    | mezzosoprano                | Walburga ´Wally´ Eichheim            | Srta. Gil                               |
| Dame 3 / Dama 3ª                                    | contralto                   | …                                    | …                                       |

## Argumento
La acción tiene lugar en dos principados italianos cercanos a Génova, hacia 1720.

### Acto I
Campamento de las tropas genovesas frente a Massa-Carrara
Los principados de Génova y Massa-Carrara se han declarado la guerra por un asunto trivial, aunque ninguna de las partes quiere dar el primer paso en el conflicto bélico. Por ese motivo, las tropas se aburren en el campamento y pasan la mayor parte del tiempo cantando y bebiendo. Esta situación termina, sin embargo, cuando unos soldados del ejército genovés arrastran a su campamento como prisioneros a algunas mujeres y al marqués Sebastiano del principado enemigo. 
El marqués es un hombre pomposo que no sabe guardar secretos. Le cuenta despreocupadamente al jefe de las tropas genovesas, Umberto Spinola, que su tío, el príncipe gobernante de Massa-Carrara, ha formado un ejército de mujeres belicosas. La comandante es la joven condesa viuda Violetta Lomelli. La condesa había sido prometida por su tío al duque de Limburgo. A cambio, el duque enviaría sus tropas para reforzarla. Como el propio duque no podía acudir, tendrá que celebrarse la boda a distancia, representando al novio el coronel van Scheelen de Limburgo. Lo que el torpe marqués no sabe es que Umberto Spinola ha interceptado a van Scheelen, junto con un holandés llamado Balthasar Groot, que afirma que no sólo le han robado los tulipanes, sino también a su esposa Else.
Violetta, la líder de las tropas de Massa-Carrara, también se ha colado en el campamento enemigo -disfrazada de simple campesina- para sondear la situación. Exige un pase a Umberto Spinola. Con mucho encanto, consigue que el comandante en jefe se enamore perdidamente de ella y cumpla su deseo.
Violetta descubre al marqués Sebastiano entre los prisioneros. Se acerca sigilosamente a él para darle un mensaje. Sin embargo, el coronel Spinola escucha la conversación, identificando así a la "campesina". Decide entonces cambiar las tornas y engañar también a la condesa. Se acerca a ella y le declara que conoce su verdadera identidad. La estaba esperando porque era el enviado del duque de Limburgo y había recibido el encargo de representarle en la boda. Violetta acepta y le presenta un poder notarial. Ambos parten juntos hacia el cercano castillo de Malaspina, donde tendrá lugar la ceremonia nupcial en la capilla.

### Acto II
Un salón del castillo de Malaspina
Artemisia, esposa del príncipe de Massa-Carrara, ha invitado a unas cuantas damas nobles al castillo a tomar un café. De repente irrumpe el marqués Sebastiano (que fue liberado por sus enemigos porque le creen inofensivo). Informa entusiasmado de que la condesa Violetta está en manos del enemigo. Pero él mismo también ha capturado a Else, la esposa del cultivador de tulipanes holandés. La mujer se queja de que la han separado a la fuerza de su marido, aunque Artemisia cree que es una impostora.
De forma totalmente inesperada, Violetta aparece acompañada por Umberto Spinola y por el cultivador de tulipanes. Umberto afirma en broma que este último es el duque de Limburgo. Else no puede creer que su marido aguante semejante cosa y le exige que ponga fin de una vez a ese enredo. Artemisia no es ajena a sus disputas. Cree que Else es la amante del duque de Limburgo, con quien engaña a su esposa Violetta. Por ello, pide al supuesto duque que se retire a la cámara con su esposa, pero su deseo no es concedido. Tras cierta confusión, Else se reconcilia con su marido y Umberto confiesa a Violetta que la ama.

### Acto III
Un salón del castillo de Massa-Carrara
El tercer acto es mucho más breve tiene menor dramatismo. Todo se resuelve armoniosamente. La boda a distancia resulta ser una boda real: Violetta y Umberto están legalmente casados. Cuando llega la noticia de que se ha desaparecido la causa del conflicto armado, la pareja se alegra de no tener que ser enemigos. Han aprendido a quererse y están agradecidos por haberse casado. Todos se alegran del fin de la guerra y celebran a la pareja recién casada.

## Música
Der lustige Krieg fue una de las operetas más interpretadas en vida de Johann Strauss. Ello se debió a la belleza de su inspirada partitura, en la que destacan las ideas musicales de los siguientes números:
- Quinteto de Violetta, Umberto, Marchese, Franchetti y Spinzi ("Kommen und geh’n, ohne zu seh’n") en el Acto I.

- Vals del Marchese ("Nur für Natur") en el Acto II. Este número se escribió por iniciativa de Alexander Girardi quien fue su primer intérprete.

- Gran final del Acto II ("Das Signal ruft zum Streit, gäb es Kampf, welche Freud").

- Final del Acto III ("Mag um Ruhm und Ehr keinen neiden... Süße Friedensglocken, Himmelsmelodie").

## Composiciones musicales relacionadas
Johann Strauss escribió varias obras instrumentales independientes sobre motivos de esta opereta. Llevan los números de opus 397 a 405 y 407 de su catálogo razonado. Se trata de las siguientes obras:
- Der lustige Krieg, Marcha, Opus 397
- Frisch ins Feld, Marcha, Opus 398
- Was sich liebt, neckt sich, Polca francesa, Opus 399
- Kuß-Walzer, Vals, Opus 400
- Der Klügere gibt nach, Polca mazurca, Opus 401
- Der lustige Krieg, Cuadrilla, Opus 402
- Entweder - oder, Polca rápida, Opus 403
- Violetta, Polca francesa, Opus 404
- Nord und Süd, Polca mazurca, Opus 405
- Italienischer Walzer, Vals, Opus 407

## Grabación discográfica
- ORF (1999) con Eva Mei, Jorma Silvasti, Daphne Evangelatos, Jörg Schneider, Paul Armin Edelmann, Birgid Steinberger, Klaus Kuttler, Frank Blees, Wiener Jeunesse-Chor, Wiener Motettenchor y ORF Radio-Symphonieorchester Wien. Director: Ulf Schirmer